# Initial D: Special Stage
Initial D: Special Stage es un videojuego de carreras de 2003 basado en la serie Initial D desarrollado por Sega Rosso y publicado por Sega para PlayStation 2. Es un port de consola de Initial D: Arcade Stage Ver. 2.

## Premisa
Al igual que los juegos arcade, el objetivo principal del jugador es competir contra diferentes oponentes del manga. Sin embargo, a diferencia de la serie Arcade Stage, hay un modo de historia especial en el juego. Este modo historia requiere que los jugadores jueguen como Takumi Fujiwara y Keisuke Takahashi mientras repites los diferentes eventos que sucedieron en el manga.
Durante las escenas, los personajes (con la voz de sus respectivos actores de voz) hablan e interactúan con el jugador antes de la carrera, por primera vez en la serie.

## Jugabilidad
Hay dos modos presentes en el juego. El "Modo Arcade", como sugiere su nombre, es un puerto directo del juego de arcade, donde el jugador elige un automóvil de una lista de las máquinas de deriva más famosas de Japón y sale a la calle desafiando a los personajes del manga. El objetivo aquí es simplemente vencer a cada uno de los personajes para convertirte en el piloto número uno. A medida que los jugadores avanzan, acumulan puntos, que pueden usarse para mejorar el automóvil.
El segundo modo, "Modo Historia", permite al jugador controlar a Takumi, el protagonista de la serie. En este modo, hay una serie de misiones que el jugador debe completar. Estas misiones siguen el modelo de los eventos de la serie de manga y anime. La mayoría de las misiones implican competir con personajes del manga, en el mismo orden en que Takumi los compitió en el trabajo original.

## Banda sonora
Toda la música Eurobeat de la serie de televisión Initial D está en este juego.